# Pirttisaari (ö i Egentliga Tavastland)
Pirttisaari är en ö i Finland. Den ligger i sjön Haapajärvi och i kommunen Janakkala i den ekonomiska regionen  Tavastehus ekonomiska region  och landskapet Egentliga Tavastland, i den södra delen av landet, 80 km norr om huvudstaden Helsingfors. Öns area är 0,5 hektar och dess största längd är 130 meter i sydöst-nordvästlig riktning.